# Basilica di Santa Maria degli Angeli
La basilica di Santa Maria degli Angeli è una chiesa, di rito cattolico romano, sita ad Assisi, nella frazione omonima, costruita su progetto di Galeazzo Alessi con interventi di Jacopo Barozzi da Vignola a partire dalla seconda metà del Cinquecento. Ha la dignità di Basilica papale e al suo interno è presente la Porziuncola, la cappella dove si raccoglieva in preghiera Francesco d'Assisi, e per questo centro della spiritualità francescana. In cima alla facciata del tempio spicca la statua della Madonna in bronzo dorato modellata dal Colasanti e fusa dalla Fonderia Artistica Ferdinando Marinelli di Firenze.

## Storia
Per volere del vescovo Filippo Geri e di papa Pio V, al fine di custodire adeguatamente le cappelle della Porziuncola, del Transito e del Roseto e altri luoghi resi sacri dalla memoria di san Francesco, e di accogliere i tanti pellegrini che da ogni luogo si recavano a visitarli, a partire dal 1569 venne edificata la grande Basilica di Santa Maria degli Angeli. Il progetto originario di Galeazzo Alessi (1512-1572), che comportò la distruzione di edifici annessi alla Porziuncola e del convento, doveva ispirarsi alla Basilica di Loreto ed era caratterizzato da una rigorosa semplicità strutturale, conforme ai canoni architettonici tardo cinquecenteschi tridentini e all'ideale francescano di povertà. Infatti l'edificio religioso divenne uno dei più grandi della cristianità, ma si scelse di non decorarlo, e la decorazione coeva rimase relegata nelle cappelle delle navate.
La costruzione procedette lentamente sia per problemi finanziari che tecnici. Tra 1597 e 1600 si lavorava nella facciata ma solo alla fine degli anni trenta si completa lo spazio interno che, però, alla metà del secolo era ancora parzialmente non coperto. L'edificio poté dirsi concluso solo nel 1679.
I forti eventi tellurici che scossero l'Umbria nel 1832 provocarono danni gravissimi alla basilica. Al termine di un lungo e complesso restauro, diretto dall'architetto Luigi Poletti, essa fu riaperta al culto l'8 settembre del 1840. La facciata, ispirata al barocco romano, venne rielaborata radicalmente su un progetto di Cesare Bazzani, con l'intento di conferirle una monumentalità degna dell'importanza del Santuario: fu inaugurata l'8 giugno 1930 e alla sua sommità collocata un'imponente statua della Vergine in bronzo dorato, opera dello scultore Guglielmo Colasanti (Terni 1889+1944). Della costruzione originale dell'Alessi rimasero la cupola e l'abside.

## Descrizione
questa cupola bella del Vignola

dove incrociando a l'agonia le braccia

nudo giacesti su la terra sola!»
(Giosuè Carducci, Rime Nuove, Santa Maria degli Angeli, vv. 1-4)

### Esterno
La facciata della basilica, ispirata al barocco romano, è opera di Cesare Bazzani e venne innalzata tra 1925 e 1930 ed è fornita di un portico e di una loggia delle benedizioni. Sul fianco sinistro è la Fontana dei Pellegrini, con 26 prese d‘acqua, donata dai Medici di Firenze nel 1610.

### Interno
La Basilica, a croce latina, è lunga 126 metri e larga 65.
L'interno della basilica, di nobile, solenne ed essenziale semplicità, esaltante la presenza della Porziuncola quale centro religioso della Basilica, si presenta a tre navate, le laterali delle quali si aprono in grandi cappelle ornate da affreschi e tele che costituiscono un importante repertorio di arte del tardo Cinquecento e del primo Seicento.

#### Navata destra
La prima cappella presenta una pala d'altare con Sant'Antonio abate di Giacomo Giorgetti, del 1670 - 75 e la volta affrescata da Francesco Appiani nel 1756. La seconda cappella. dedicata a San Giovanni Battista, è stata affrescata da Cesare Sermei nel 1602 circa, a seguito del lascito testamentario di Bernardino Locatelli, morto nello stesso 1602. La pala d'altare rappresenta il Battesimo di Cristo, mentre gli affreschi raffigurano scene della vita di San Giovanni Battista alle pareti e nella volta.
La cappella seguente, di Sant'Anna, di patronato delle famiglie imparentate dei Roncalli e dei Fiumi, fu decorata nel 1602 - 1603 circa da Cristoforo Roncalli, lontano parente dei patroni, che dipinse la Natività di Maria all'altare e da Antonio Circignani che eseguì gli affreschi con Storie della Vergine: alla parete destra è raffigurata una Presentazione della Vergine al Tempio mentre a sinistra è un Matrimonio della Vergine. Sulla volta è dipinta la Pentecoste al centro,  le Nozze di Cana a destra e Gesù tra i Dottori nel Tempio a sinistra. Nei pilastri dell’arcone d’ingresso sono alcune ﬁgure di Sibille e di Profeti; in mezzo alle quali, dietro la ﬁgura di David, il pittore dipinse il proprio autoritratto.
La quarta cappella, oggi dedicata a Papa Pio V, canonizzato nel 1712, ma fino al XVIII secolo a San Francesco, fu decorata nei primissimi anni del Seicento su commissione di Sensino Contucci da Cannara. La decorazione in stucco è opera di Giovanni Branca, mentre gli affreschi furono eseguiti nel 1602 - 03 circa da Baldassarre Croce con Storie di San Francesco alle pareti e Storie della Vergine nella volta. Alla parete destra, in alto, è la scena di Onorio III approva l’indulgenza del Perdono, al centro Francesco presentato dalla Vergine e dagli angeli invoca Cristo di concedere il Perdono ai fedeli in visita alla Porziuncola ed in basso sono raffigurati i Vescovi dell’Umbria annunciano l’indulgenza alla Porziuncola. Alla parete sinistra, in alto è rappresentata la Predica agli uccelli, al centro San Francesco che istituisce il Terz’Ordine nel villaggio di Cannara, ed in basso un Miracolo di san Francesco. La volta presenta l'Immacolata Concezione al centro, la Visitazione a sinistra e la Presentazione di Maria al Tempio a destra. All'altare è attualmente una tela settecentesca di ignoto con lo stesso Pio V, visibilmente più piccola rispetto alla cornice e al dipinto precedente, ignoto e perduto. 
La quinta cappella, ora Cappella del Presepio, fu acquistata nel 1591 da Laura Pontani Coli ed era dedicata in principio all'Annunciazione. È per questo altare che la nobildonna commissionò a Federico Barocci la pala oggi in una cappella del transetto. Coevi a quella pala rimangono gli affreschi con Storie della vita di San Francesco dipinti nell'ultimo decennio del Cinquecento, attribuiti a Giovanni Battista Lombardelli, probabilmente il responsabile della progettazione e del cantiere che però morì nel 1592 due mesi dopo la commissione, svolta successivamente dai suoi collaboratori Silla Piccinini e Pietro Rancanelli. Nella volta, al centro, è raffigurata la Concessione dell'Indulgenza della Porziuncola, attribuita al Lombardelli. Attorno ad essa sono altre scene della Vita di San Francesco, intervallate da figure di Virtù, tra le quali quella con la Morte del Cavaliere di Celano è attribuita anch'essa al Lombardelli e la personificazione della Fede è assegnata al Rancanelli. La maggior parte della decorazione ad affresco dovrebbe spettare al Piccinini, compresi gli affreschi sulle pareti laterali con il dono del Monte della Verna a San Francesco a destra e la Processione del Sacro Velo della Madonna a sinistra. Gli affreschi furono restaurati e parzialmente ridipinti nel 1828.
Il transetto destro è concluso dal grande altare barocco di San Pietro in Vincoli, opera di Jean Reinhold e completato nel 1675. Nella prima cappella sinistra del transetto destro è collocata l'Annunciazione di Federico Barocci, eseguita, forse con l'intervento della bottega, per la cappella dell'Annunciazione, oggi del Presepio, su commissione di Laura Pontani Coli, nipote del giureconsulto Guglielmo Pontani. La nobildonna commissionò l'opera per la cappella Coli Pontani nel 1592 ma la tela, riedizione dell'Annunciazione di Loreto oggi alla Pinacoteca Vaticana, dovette essere realizzata tra 1595 e 1596 circa. In un'altra cappella, all'altare dei Santi Pietro d'Alcantara e Margherita da Cortona è una tela del 1760 di Francesco Appiani raffigurante Cristo che appare ai due Santi.

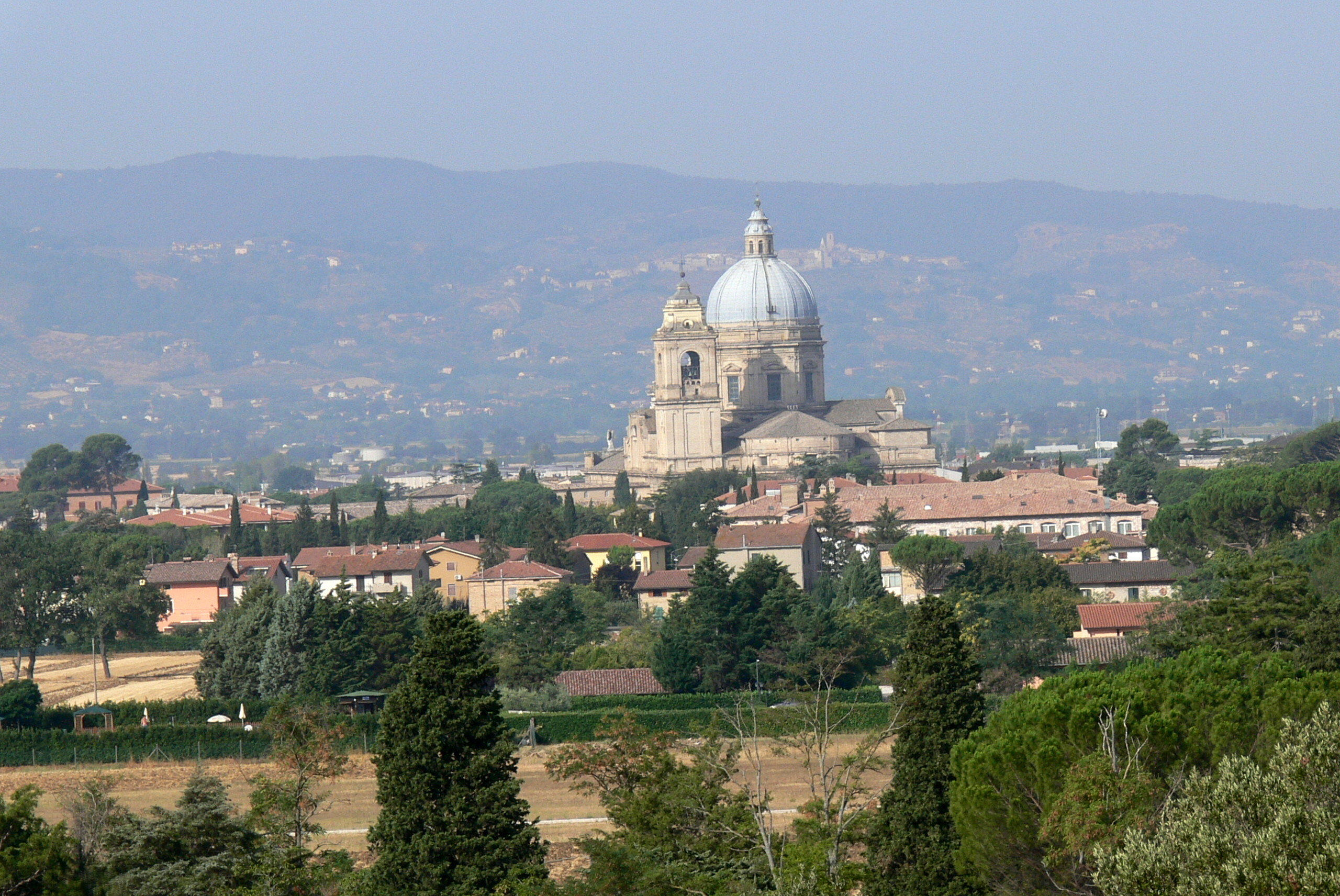
Panorama con la cupola

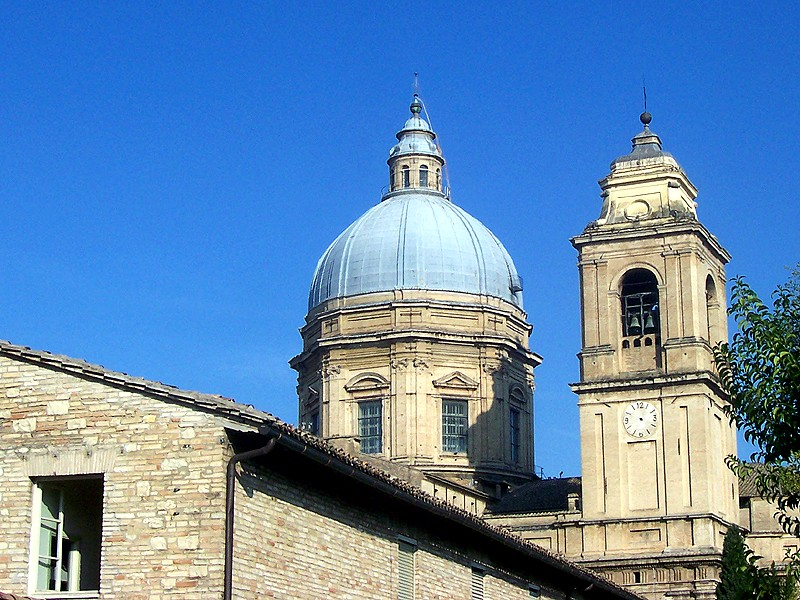
La cupola di Galeazzo Alessi

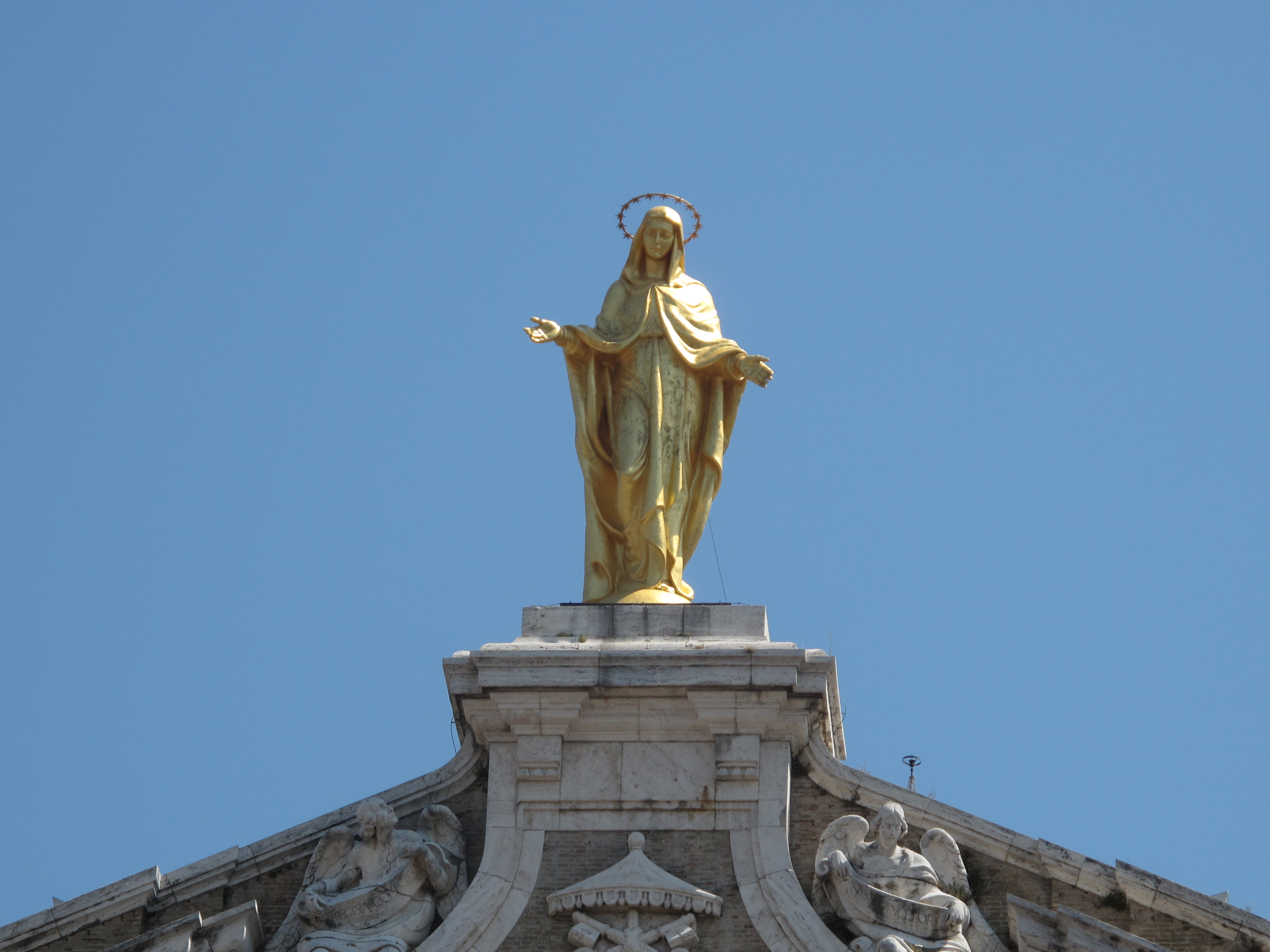
Statua della Vergine sulla facciata

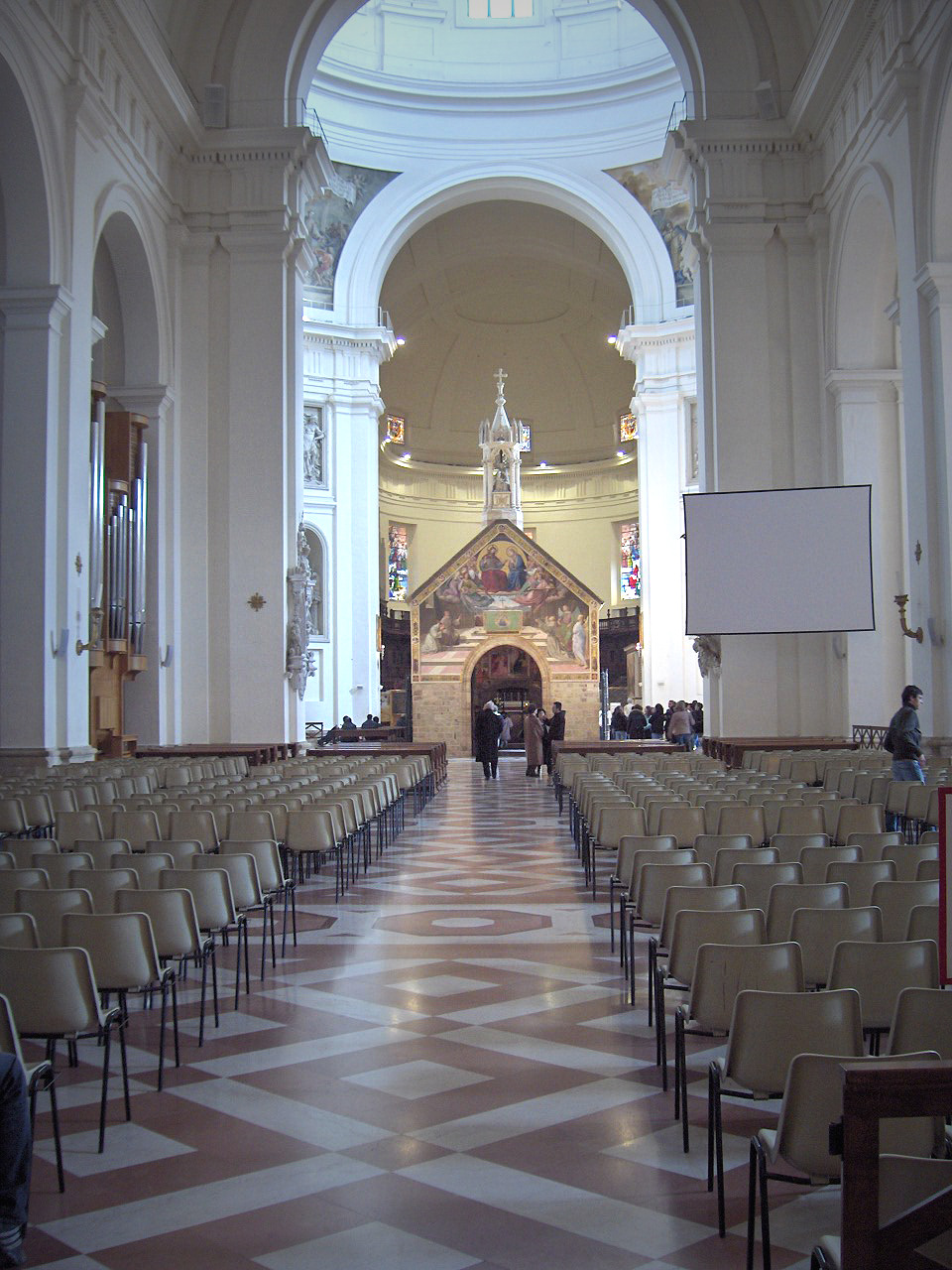
Navata centrale con la Porziuncola

#### La Porziuncola
Il centro della grande Basilica Papale di Santa Maria degli Angeli è occupato dalla piccola chiesetta detta Porziuncola, uno dei luoghi francescani più importanti poiché tra le sue mura San Francesco comprese la sua vocazione, accolse Santa Chiara e i primi frati suoi seguaci e ricevette il Perdono di Assisi, tanto da diventare uno dei luoghi prediletti dal santo.
Al di sopra della cappella è la grande cupola, affrescata nel Settecento da Francesco Appiani nei pennacchi.

#### Cappella del Transito
All'inizio del presbiterio della Basilica, a destra, si apre questa cappella che in origine era l'infermeria del convento più antico, e che deve la sua fama al fatto che qui San Francesco finì di comporre il Cantico delle creature e morì il 3 ottobre 1226.
Per celebrare tali eventi, nel 1886, Domenico Bruschi eseguì all'esterno della cappella degli affreschi raffiguranti la morte di san Francesco e i suoi funerali. All'interno si vedono altri affreschi eseguiti da Giovanni di Pietro, detto Spagna, originale allievo e seguace del Perugino raffiguranti santi e beati francescani, posti in libere pose all'interno di spazi rettangolari racchiusi in incorniciature architettoniche dipinte.
Dietro l'altare trecentesco, in una nicchia all'angolo delle pareti, è collocata una statua in terracotta invetriata di San Francesco, opera di Andrea della Robbia. In una teca è custodito un dono fatto da papa Pio IX alla confraternita: il cingolo di san Francesco.
Il transetto sinistro, di patronato del Comune di Perugia dal 1718, presenta un altare dedicato a Sant'Antonio da Padova.

#### Navata sinistra
La quinta cappella a sinistra, oggi del Rosario e di aspetto settecentesco, fu concessa al Comune di Perugia e fu completata nel 1584 per le Confraternite dei Santi Domenico, Agostino e Francesco. In un primo momento per essa era stata commissionata nel 1610 una pala a Giovanni Antonio Scaramuccia terminata nel 1617. Il soggetto della pala, che non aveva nessun riferimento alla Porziuncola o a fatti ad essa legati, causò già nel 1617 il suo trasferimento immediato, prima nella Chiesa del Gesù di Perugia e poi in Cattedrale, dove ancora si trova in controfacciata. Al suo posto è oggi è una pala settecentesca di cultura marattesca commissionata dal vescovo di Assisi Ottavio Spader che acquisì la cappella quale patrono nel 1718. La tela è opera di Domenico Maria Muratori con la Madonna del Rosario e i Santi Rufino, Chiara, Benedetto e due frati francescani, del 1718 - 20 circa. La volta fu affrescata negli stessi anni da Carlo Ventura Morelli con una Gloria di San Ruﬁno e con episodi della vita di santa Chiara e di san Francesco. La tela alla parete destra in cui è rappresentato l'architetto Galeazzo Alessi che sottopone il suo progetto per Santa Maria degli Angeli a Papa Pio V fu commissionata nel 1787 a Baldassarre Orsini originariamente per la cappella di San Diego di Alcalà. Sebbene essa sia firmata dal solo Orsini, fu eseguita in collaborazione con Carlo Spiridione Mariotti e terminata nel 1803. Alla parete siniostra è un'altra tela anonima con il Martirio di san Ruﬁno.
La quarta cappella, dedicata all'Incoronazione della Vergine, acquisita dalla famiglia Veglia nell'anno 1600, presenta all'altare una pala che raffigura lo stesso soggetto mariano firmata da Simone Ciburri e datata 1603, libera copia da quella che Raffaello dipinse per la chiesa di Santa Maria di Monteluce a Perugia. Anche le tele alle pareti sono attribuite al Ciburri e rappresentano San Diego di Alcalà che guarisce Don Carlos, figlio del Re Filippo II di Spagna a destra e San Francesco e Santa Chiara che appaiono a suore e frati che stanno consumando un pasto a Santa Maria degli Angeli sulla parete opposta.
La terza cappella a sinistra, della Deposizione, fu acquistata dalla famiglia Vigilanti nell'anno 1600 e fu decorata anch'essa nel 1602 - 1603 da Ventura Salimbeni e soprattutto da Baldassarre Croce. Eseguirono entrambi gli affreschi della volta raffiguranti Scene della vita di Santa Chiara. Infatti il Salimbeni, già considerato per molto tempo l'unico autore degli affreschi, è oggi considerato responsabile solo dell'affresco della volta con l'Ascensione nello scomparto centrale e di quello della Morte di Santa Chiara in quello di destra. L'affresco nel riquadro di sinistra, con la Vestizione di Santa Chiara, rappresentata all'interno di una delle cappelle laterali della stessa basilica, è stato forse iniziato dal Salimbeni e poi terminato dal Croce, anche se non sono chiare le vicende e le circostanze dei rapporti tra i due pittori. All'altare la pala con la Deposizione è opera di Baldassarre Croce, degli stessi anni, memore nella composizione dello stesso soggetto di Daniele da Volterra in Trinità dei Monti a Roma. Le pareti laterali, seppur adornate di stucchi, furono completate da due tele solo alla metà del secolo, quando il patronato della cappella ritornò ai religiosi del convento. I dipinti raffiguranti, a destra il Cristo risorto mentre presenta alla Madonna i liberati dal Limbo, e a sinistra il Commiato di Cristo dalla Madonna, non hanno ancora un autore certo, sebbene le guide antiche facciano il nome di Pierluigi Crispolti, un pittore classicista influenzato dal Camassei.
La seconda cappella, delle Stimmate, fu fatta decorare dal Terz'ordine francescano, grazie al lascito del 1599 di Livio Nuti, a Cesare Sermei e Giacomo Giorgetti tra 1625 e 1631 circa. Il Sermei dovrebbe aver dipinto l'affresco della parete destra con Santa Chiara e le sue sorelle in lutto sul corpo di San Francesco fuori da San Damiano e quelli nella volta con l'Approvazione della Regola e con San Francesco accolto in Paradiso. Il Giorgetti, rientrato ad Assisi da Roma verso il 1630, eseguì la pala d'altare con la Stigmatizzazione di San Francesco, l'affresco con la Verifica delle Stimmate alla parete sinistra e quello con i Terziari che prendono l'abito francescano, in cui mostra i risultati della sua formazione romana presso Giovanni Lanfranco.

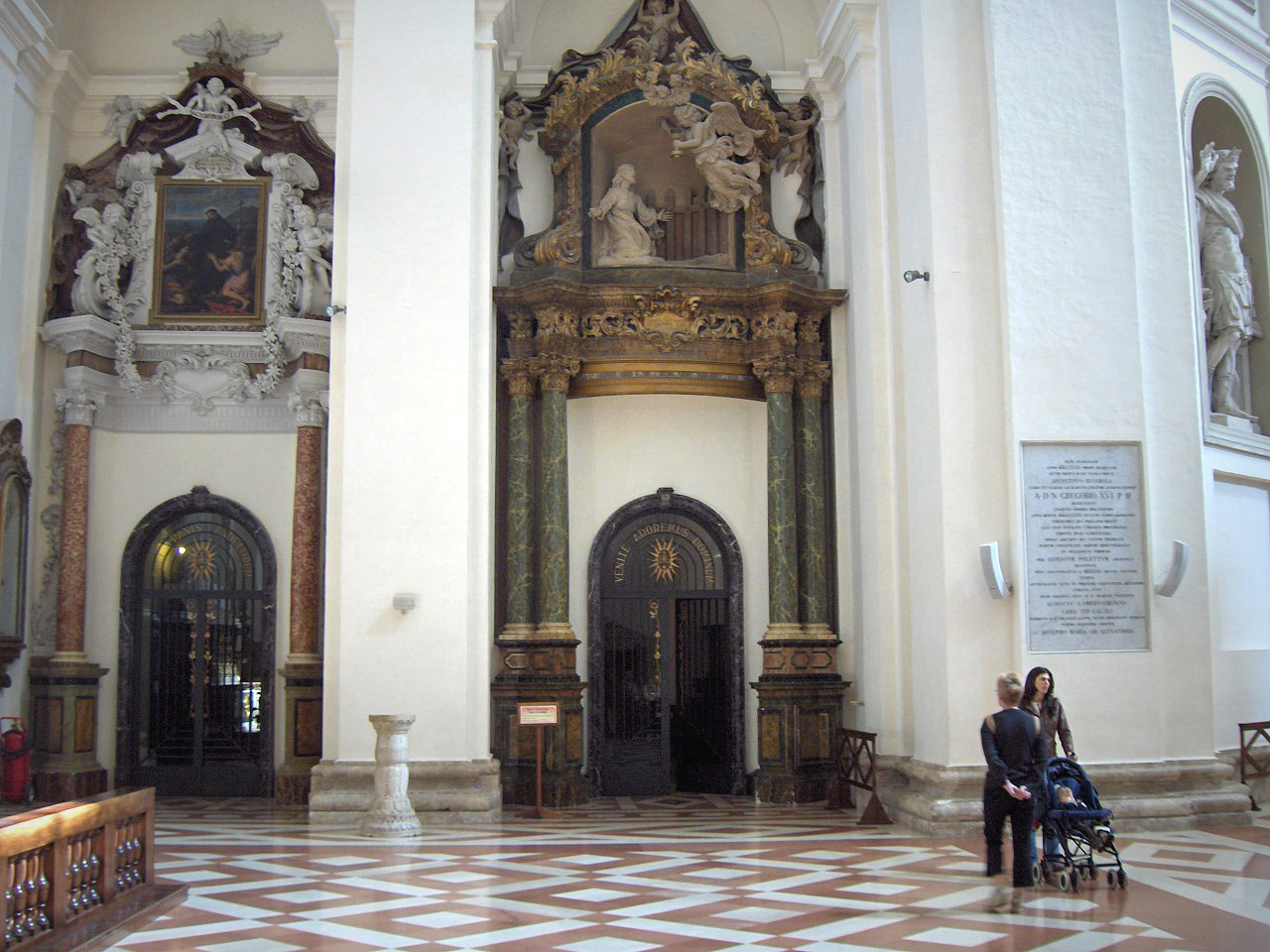
Particolare dell'interno

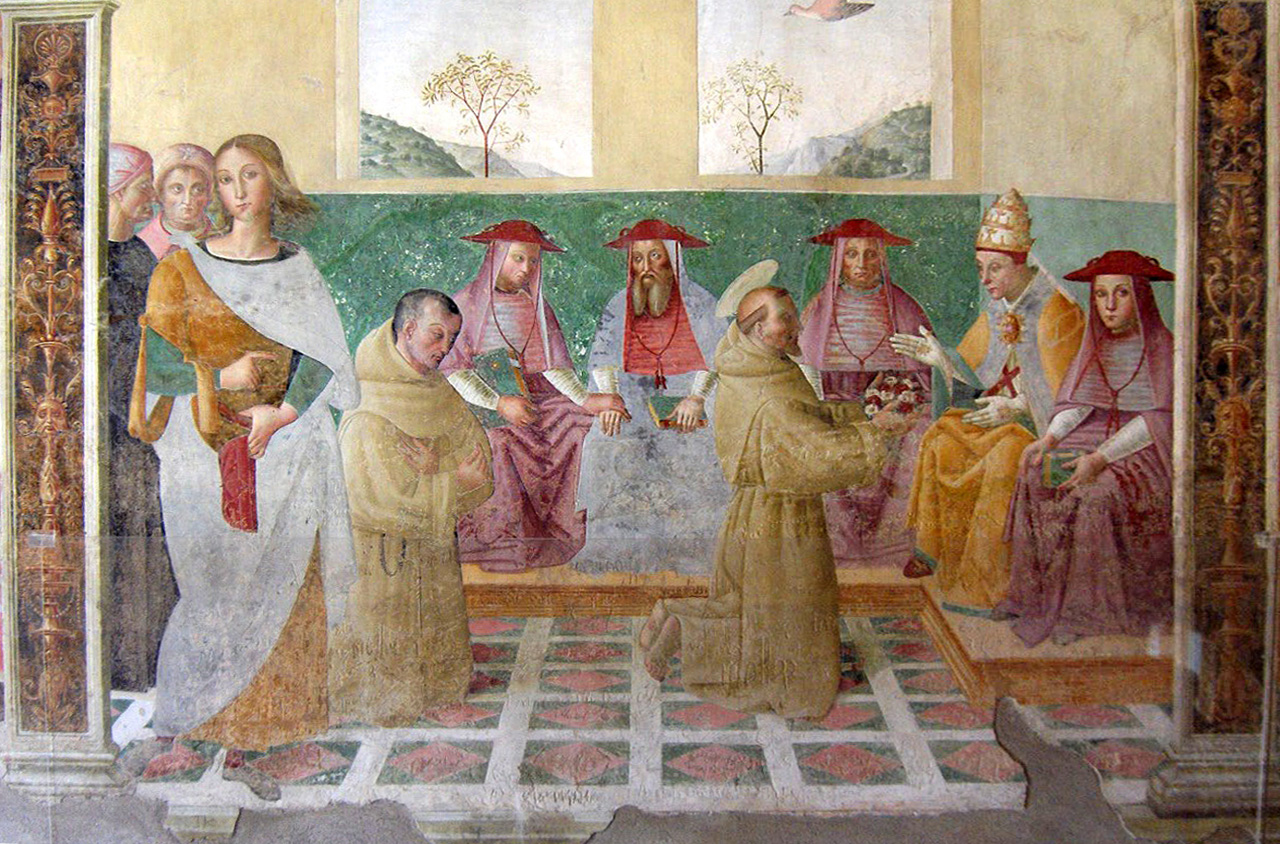
Concessione dell'indulgenza, affresco di Tiberio d'Assisi.

### Organi a canne
Nell'abside si trova l'organo a canne Mascioni opus 802, costruito nel 1961 riutilizzando parte del materiale fonico del precedente organo costruito nel 1932 dall'organaro Libero Rino Pinchi di Foligno.
Lo strumento, a trasmissione integralmente elettrica, ha una consolle indipendente con quattro tastiere di 61 note ciascuna e una pedaliera concavo-radiale di 32. Il materiale fonico è diviso in tre corpi differenti, due ai lati dell'altare maggiore ed uno nella cupola.
La consolle permetteva, inoltre di comandare anche l'organo Morettini (1898), poi rimosso nel 1999.
Sotto l'ultima arcata tra la navata centrale e la navata laterale sinistra, si trova l'organo a canne Pinchi opus 416, costruito nel 2000 riutilizzando il materiale fonico dell'organo Morettini del 1840, fino al 1999 collegato alla consolle dell'organo maggiore, che era installato su una cantoria presente sopra la Cappella del Transito e rimossa per motivi statici dopo il sisma del 1997. Lo strumento, a trasmissione mista, meccanica per i manuali e il pedale, elettrica per i registri e le combinazioni, ha due tastiere di 58 note ciascuna ed una pedaliera concavo-radiale di 30.
Nella cappella del Santissimo Sacramento, si trova un organo a canne, costruito negli anni settanta del XX secolo dalla ditta organaria Pinchi. Lo strumento, proveniente dalla chiesa del seminario, è a trasmissione integralmente elettrica, con due tastiere di 56 note ciascuna ed una pedaliera concavo-radiale di 30.
Nella basilica si trova anche un organo positivo mobile, costruito negli anni ottanta del XX secolo dalla ditta organaria Pinchi ispirandosi agli strumenti italiani barocchi. A trasmissione integralmente meccanica, ha un'unica tastiera di 56 note con prima ottava cromatica estesa ed una pedaliera a leggio di 18 note, priva di registri propri e costantemente unita al manuale e anch'essa con prima ottava cromatica estesa.
L'organo a canne della cripta è un organo positivo barocco costruito nel XVII secolo. A trasmissione integralmente meccanica, ha un'unica tastiera di 45 note con prima ottava scavezza ed una pedaliera a leggio scavezza di 9 note priva di registri propri e costantemente unita al manuale.

### I luoghi di Francesco

#### Il roseto
Alla destra dell'abside della basilica, si trova il roseto. Tale luogo è famoso per un avvenimento che ha coinvolto san Francesco: una notte, infatti, il Santo, preso da forti dubbi e dal rimorso del peccato, si rotolò nudo nel roseto spinoso. Tale roseto, narra la tradizione, al contatto con il corpo del Santo perse tutte le spine così da non arrecargli alcun danno. Ancora oggi il roseto fiorisce senza spine.
Nel roseto, oltre ad essere presente un'infinità di rose di diversi colori e qualità, è presente una statua in bronzo di Vincenzo Romigno (1916), che ricorda l'episodio di una pecorella donata a Francesco che egli accettò volentieri, per la sua semplicità e innocenza.

#### La cappella delle rose
Questa originariamente era la dimora di San Francesco, nel 1260; per volontà di san Bonaventura da Bagnoregio la si trasformò in cappella.
L'interno della piccola cappella è divisa in due vani su livelli diversi, ed è impreziosito da affreschi del XVI secolo di Tiberio di Diotallevi di San Francesco, conosciuto come Tiberio d'Assisi.
I dipinti nel livello inferiore della Cappella riproducono i cinque quadri della pala d'altare di Prete Ilario da Viterbo, situata in Porziuncola; quelli nel livello superiore ritraggono san Francesco con i suoi primi 12 compagni e alcuni santi francescani, tra cui santa Chiara, san Bonaventura e san Bernardino.
Sotto la Cappella si apre una sorta di grotta all'interno della quale si trovano una statua del Santo in preghiera e i resti delle travi che formarono il pulpito dal quale egli annunciò la grande Indulgenza della Porziuncola.
Nel refettorio del convento è un grande affresco con la Crocifissione eseguita da Dono Doni nel 1561.

## Cronotassi dei legati pontifici
- Cardinale Lorenzo Antonetti (9 novembre 2005[21] - 21 febbraio 2006 ritirato)
- Cardinale Attilio Nicora (21 febbraio 2006 - 22 aprile 2017 deceduto)
- Cardinale Agostino Vallini (4 novembre 2017 - 6 luglio 2025 ritirato)
- Cardinale Ángel Fernández Artime, S.D.B., dal 16 luglio 2025